# Flexiseps decaryi
Flexiseps decaryi — вид сцинкоподібних ящірок родини сцинкових (Scincidae). Ендемік Мадагаскару.

## Поширення і екологія
Flexiseps decaryi мешкають в регіоні Анузі на південному сході острова Мадагаскар. Вони живуть серед прибережних скель, в прибережних та перехідних лісах. Зустрічаються на висоті до 150 м над рівнем моря.

## Збереження
МСОП класифікує цей вид як такий, що перебуває під загрозою зникнення. Flexiseps decaryi загрожує знищення природного середовища.